# Paprotnia (województwo lubelskie)
Paprotnia – wieś w Polsce położona w województwie lubelskim, w powiecie ryckim, w gminie Stężyca. Leży nad Wisłą, jest najdalej wysuniętą na zachód miejscowością w województwie lubelskim. 
Wieś jest sołectwem w gminie Stężyca. Według Narodowego Spisu Powszechnego z roku 2011 wieś liczyła 469 mieszkańców.
W latach 1975–1998 miejscowość położona była w województwie lubelskim.
Wierni wyznania rzymskokatolickiego należą do parafii św. Jakuba Apostoła w Piotrowicach.

## Historia
Wieś notowana od XVII wieku. Według regestru poborowego z 1664 roku wieś Paprotna Wola miała 13 domów, 95 mieszkańców we wsi, a 10 na folwarku. W 1673 r. należała do Marianny ze Żmigrodu Stadnickiej, z pierwszego małżeństwa Ostrorogowej starościny garwolińskiej, z drugiego Mleczkowej – wojewodziny podlaskiej (Akta grodzkie Stężyckie. 22–194, 299, 25–145).
Paprotnia w wieku XIX wieś nad Wisłą, w ówczesnym powiecie garwolińskim, gminie i parafii Pawłowice. W roku 1886 wieś posiadała wiatrak, pokłady torfu, 81 domów, 431 mieszkańców. Według spisu miast, wsi i osad Królestwa Polskiego z 1827 roku było tu 38 domów 266 mieszkańców. Folwark Paprotnia alias Czerniówka był rozległy mórg 1696.
Wieś Paprotnia osad 47, z gruntem mórg 550.